# Absalon Pederssøn Beyer
Absalon Pederssøn Beyer (c. 1528 - 9 de abril de 1575) fue un clérigo, escritor y conferenciante noruego. Es más conocido por sus diarios o anales de los acontecimientos contemporáneos en Bergen durante el período de humillación en la historia de Noruega. 
Nacido en Aurland, Sogn, Noruega, recibió su educación en Copenhague y Wittenberg. Enseñó teología en Katedralskole Bergen. En 1566, dejó que sus alumnos representaran la caída de Adán en la iglesia. Esta se cree que es la primera representación pública de teatro en Noruega. Beyer escribió obras histórico-topográficas como Om Norigs Rige, y Bergens kapitelsbok. Murió en 1575. Su viuda, Anne Pedersdotter, fue acusada de brujería y quemada en 1590.

## Véase también

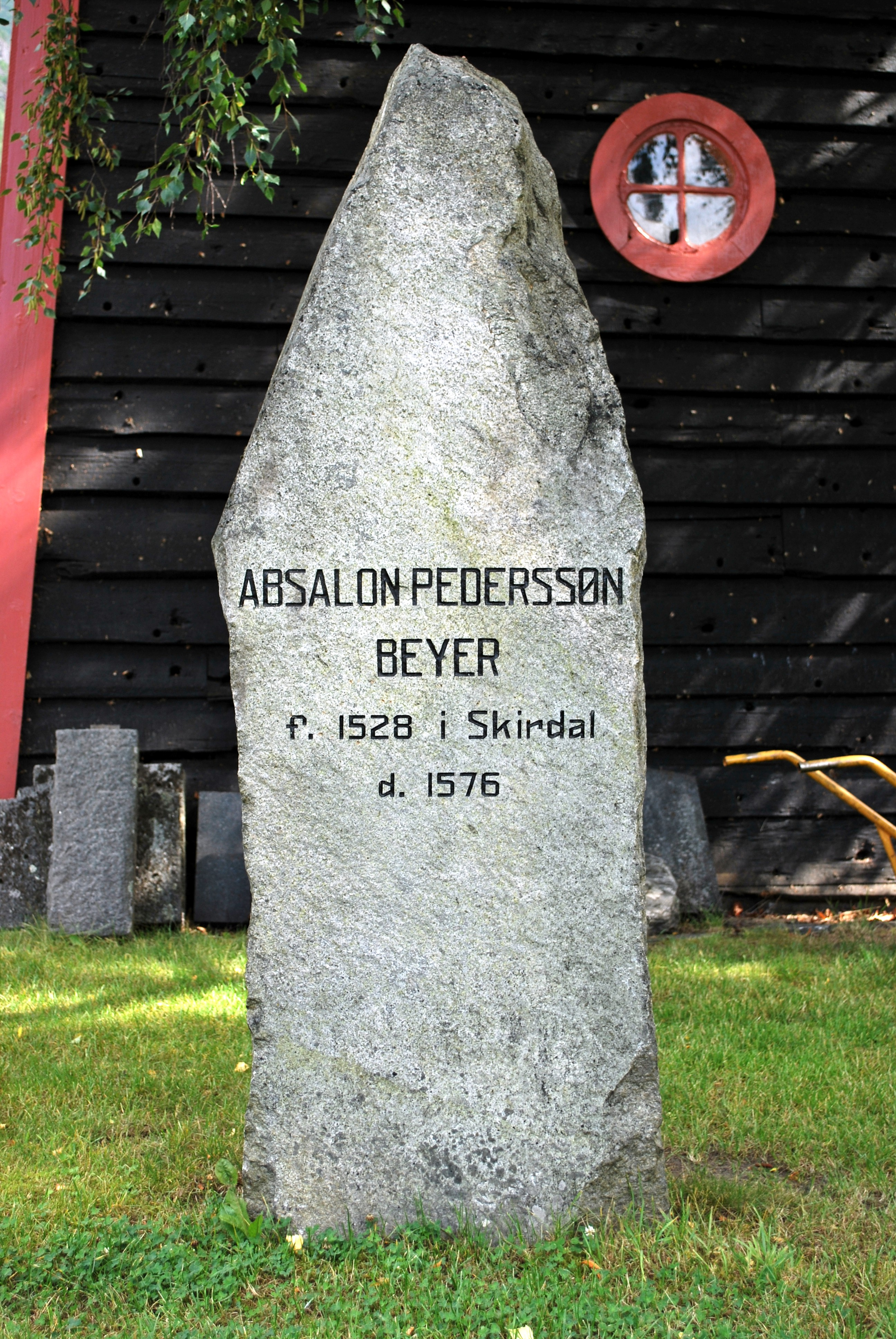
Monumento de piedra en la iglesia Vangen en Aurland.